# Blackwater Reservoir
Das Blackwater Reservoir ist ein Stausee in den schottischen Highlands.

## Geographie
Der etwa 12,1 km lange und 1,3 km breite See liegt im Westen der Council Area Highland im Nordteil des Rannoch Moor nahe der Grenze zur benachbarten Council Area Stirling. Die direkte Umgebung des Blackwater Reservoirs ist unbesiedelt. Die nächstgelegene Ortschaft ist das rund sechs Kilometer westlich gelegene Kinlochleven. Berge umgeben den See, von denen der 906 Meter hohe Leum Uilleim vor dem Nordufer der höchste ist.
Der langgezogene, schmale See liegt auf einer Höhe von 325 Metern über dem Meeresspiegel. Sein Einzugsgebiet, das sich im Wesentlichen aus Moor, Grasflächen, Heide und bergigen Regionen zusammensetzt, umfasst 14085 Hektar. Das Blackwater Reservoir nimmt eine Fläche von 1091 Hektar ein und besitzt einen Uferumfang von 39 Kilometern. Die Kapazität des Stausees beträgt 214.976.920 Kubikmeter, woraus sich eine mittlere Seetiefe von 19,7 Metern ergibt. Mehrere Bäche speisen den Stausee. Zu den Hauptzuflüssen zählen das am Ostufer einmündende Black Water, der Allt na Chaim  (Abfluss aus Loch na Sgeallaig) und das Ciaran Water. An der Westseite ist der schmale, langgezogene See aufgestaut. Dort fließt der Leven ab, der bei Kinlochleven in den Loch Leven mündet.

## Geschichte
Mit der Planung der Kinlochleven Aluminium Works in Kinlochleven wurde eine Lösung zur Versorgung der Anlage mit elektrischer Energie gesucht. Per Parlamentsbeschluss wurde 1904 die Loch Leven Water and Electric Power Co gegründet, welche ein Speicherkraftwerk zur Energieerzeugung errichten sollte. Bei den 1905 begonnenen Arbeiten handelt es sich um den Bau des ersten Speicherkraftwerknetzes im Vereinigten Königreichs von kommerziell nutzbarer Dimension. Ein deutlich kleineres Netz wurde zuvor zum Betrieb der Foyers Aluminium Works eingerichtet. Dienten die frühesten Wasserkraftwerke in Schottland der Versorgung von Industriebetrieben, wurde erst 1943 ein Gesetz zur Nutzung der Wasserkraft zur Energieversorgung der allgemeinen Bevölkerung Schottlands verabschiedet. Mit der Planung wurde Thomas Meik and Sons betraut, welche unter Beratung durch A. R. Binnie und A. H. Roberts Staudamm und Kraftwerk bis 1909 errichteten. Die Gesamtkosten betrugen rund 600.000 £.
Bei Fertigstellung 1909 war das leistungsstärkste Wasserkraftwerk des Vereinigten Königreichs entstanden. Des Weiteren handelte es sich bei der Gewichtsstaumauer zum Abschluss des Sees zu Bauzeiten um die größte ihrer Art in Europa. Insbesondere aufgrund der ungünstigen Topologie des Standorts gilt ihr Bau als ingenieurstechnische Meisterleistung. Während des Baus des Sperrwerks wurde festgestellt, dass der verwendete lokale Zement eine geringere Dichte als der bei der Berechnung berücksichtigte Standardzement aufwies. Aus diesem Grund musste das Massenbetonsperrwerk mächtiger ausgeführt werden als zunächst geplant. Zu Bauzeiten waren rund 2000 Arbeiter beschäftigt. Mit der Schließung der Kinlochleven Aluminium Works im Jahre 2000 entfiel der wesentliche Betriebszweck des Kraftwerks. Es wird jedoch noch Strom zum Betrieb der Lochaber Aluminium Works produziert.

## Kraftwerk
Das 26,2 Meter hohe Sperrwerk bildet den westlichen Abschluss des Blackwater Reservoirs. Seine Krone weist eine Länge von 949 Metern auf. Die Breite an der Basis beträgt 18,9 Meter. Durch sechs Stahlrohre mit Durchmessern von jeweils 99 cm wird das in 5,7 Kilometer Entfernung gelegene Kraftwerk gespeist. Dieses ist mit Pelton-Turbinen mit einer Gesamtleistung von 21 MW ausgestattet. Das Absperrwerk des Blackwater Reservoirs sowie die Wassersteuerung der Kinlochleven Aluminium Works sind seit 2011 als Denkmäler der höchsten schottischen Denkmalkategorie A eingestuft.

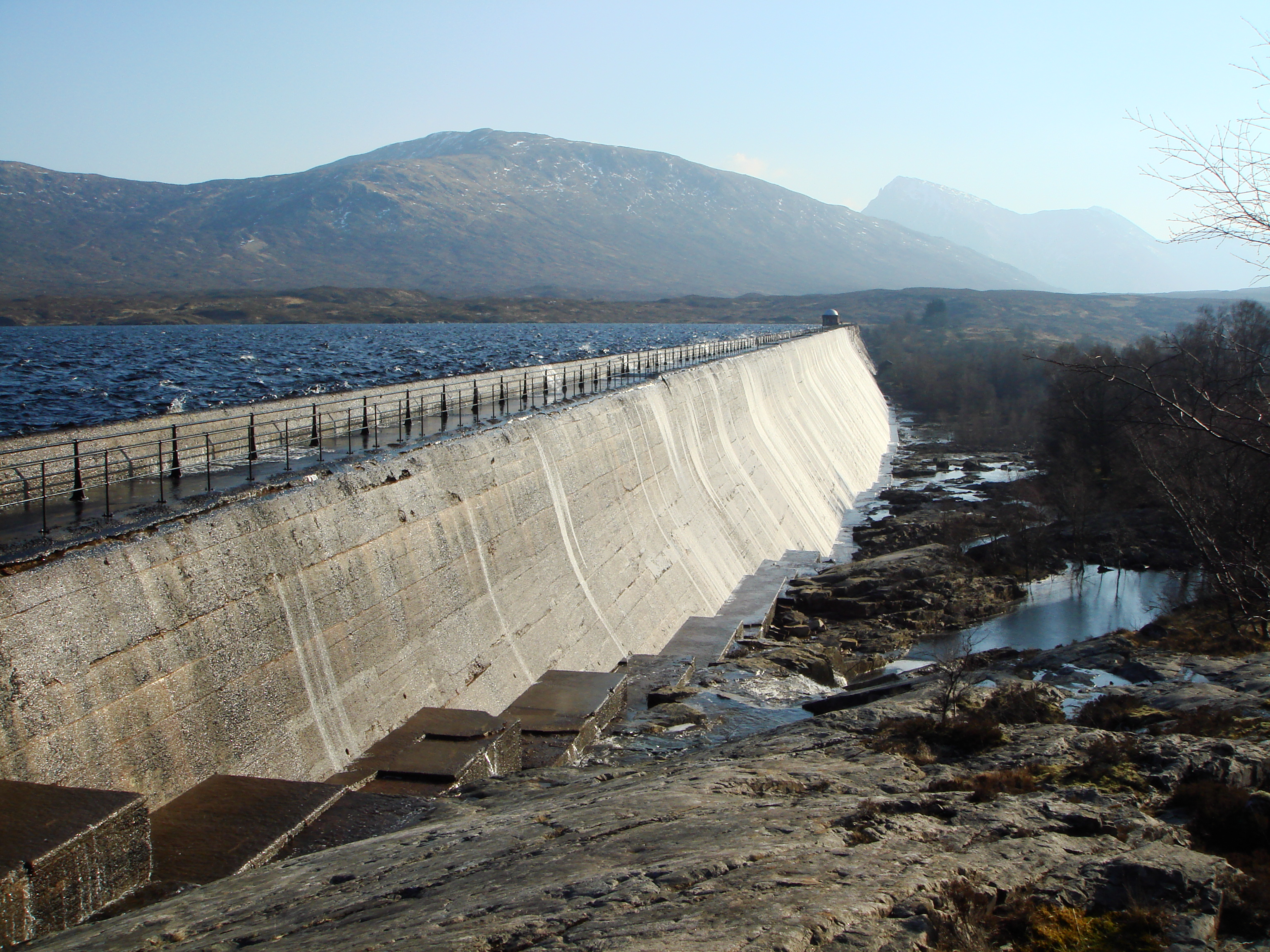
Sperrwerk des Blackwater Reservoirs
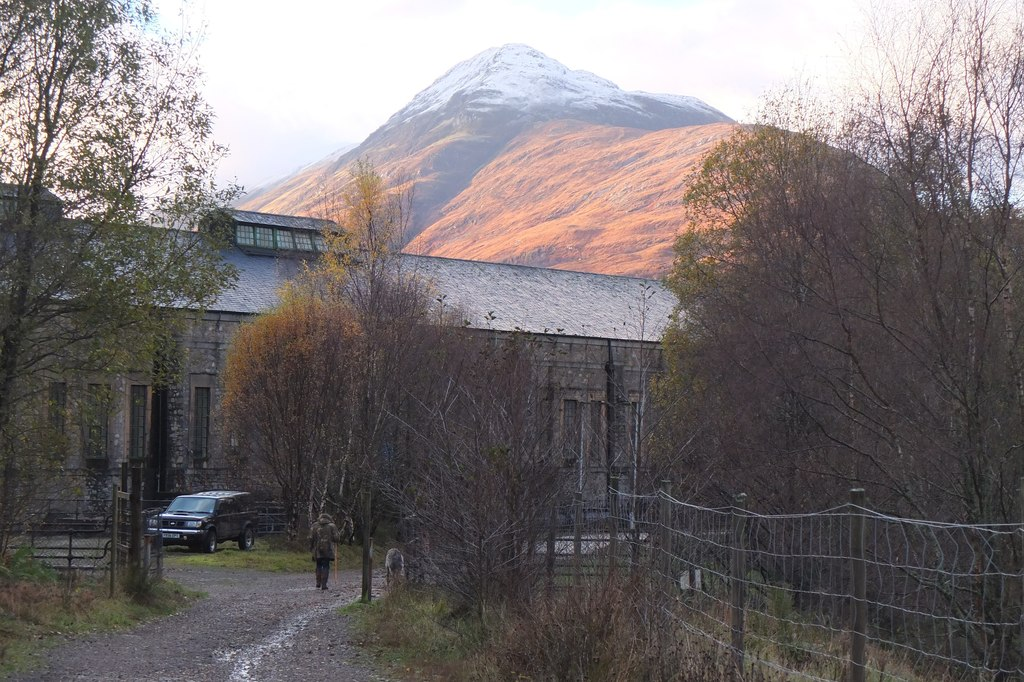
Wasserkraftwerk in Kinlochleven
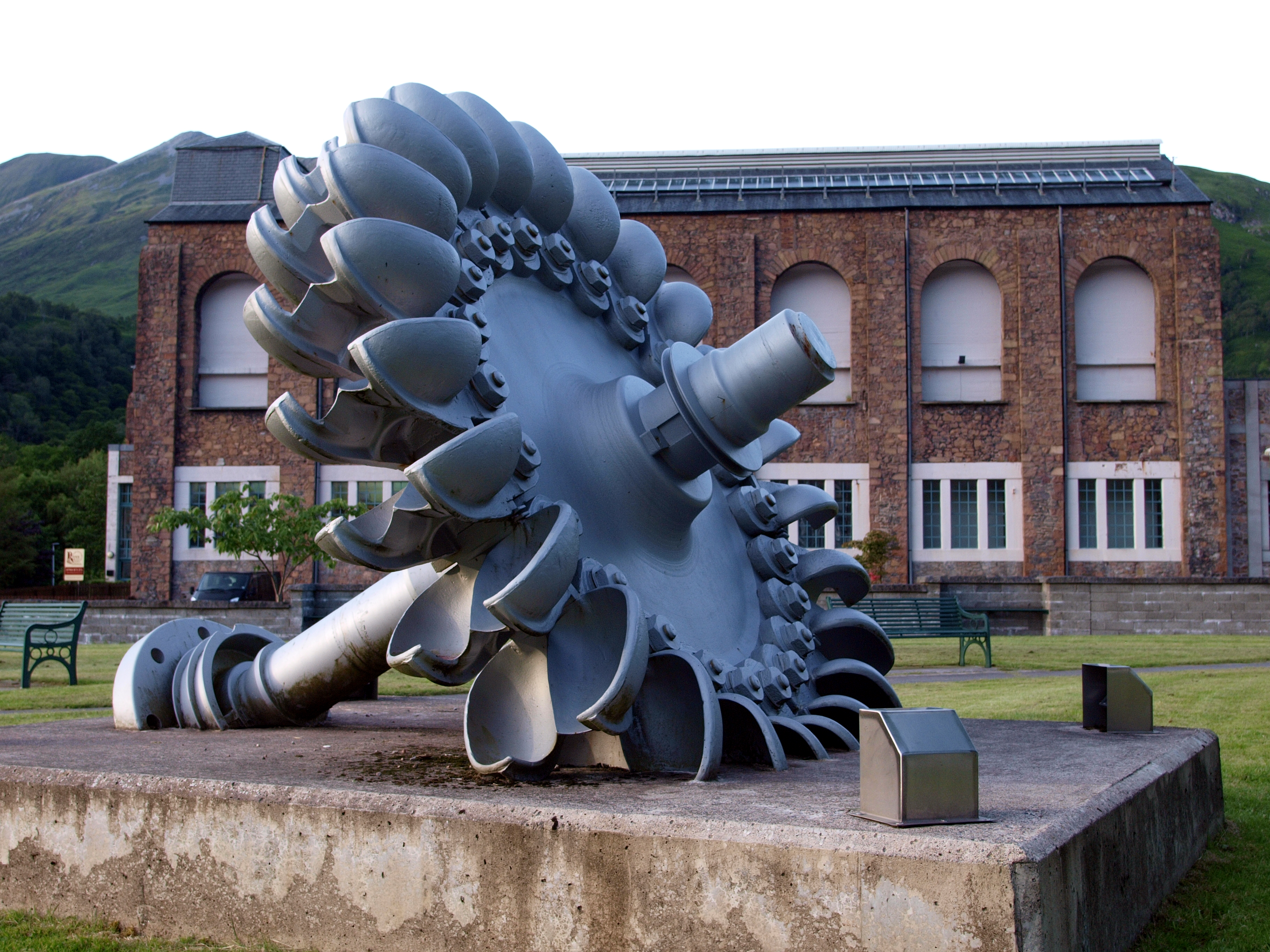
Rad einer Pelton-Turbine am ehemaligen Werksgelände